# Dwight D. Eisenhower
Pour les articles homonymes, voir Eisenhower et Ike.
Dwight David Eisenhower [dwaɪt ˈdeɪvɪd ˈaɪzənhaʊɚ], surnommé Ike [aɪk], né le 14 octobre 1890 à Denison (Texas) et mort le 28 mars 1969 à Washington, D.C., est un militaire et homme d'État américain. Membre du Parti républicain, il est le 34e président des États-Unis, du 20 janvier 1953 au 20 janvier 1961.
Durant la Seconde Guerre mondiale, il commande le débarquement de novembre 1942 en Afrique du Nord, puis, en tant que commandant en chef du Supreme Headquarters Allied Expeditionary Force, il planifie le débarquement de Normandie de juin 1944. Il est nommé General of the Army en décembre 1944. Il est chef d'état-major de l'armée de terre des États-Unis de 1945 à 1948 et commandant suprême des forces alliées en Europe de 1951 à 1952.
Élu président des États-Unis lors de la présidentielle de novembre 1952, il supervise le cessez-le-feu en Corée, lance la course à l'espace, développe le réseau des autoroutes inter-États et fait du développement de l'armement nucléaire l'une de ses priorités dans le cadre de la guerre froide avec l'URSS. Il est largement réélu en 1956 face au démocrate Adlai Stevenson, qu'il avait déjà affronté quatre ans plus tôt.
Son vice-président pendant huit ans, Richard Nixon, est battu de justesse à l'élection présidentielle de 1960 par John Fitzgerald Kennedy. Par la suite, Dwight D. Eisenhower se tient en retrait de la vie politique active.

## Éléments personnels

### Naissance et famille
Troisième des sept enfants d'Ida Elizabeth Eisenhower (née Stover) et de David Jacob Eisenhower, Dwight David Eisenhower est né le 14 octobre 1890 à Denison (Texas) au sein d'une famille modeste, de tradition mennonite d'origine allemande dont le nom est Eisenhauer,. C'est en 1741 que Hans Nicolas Eisenhauer avait émigré de la Sarre pour s'installer en Amérique, à Lancaster dans la colonie britannique de Pennsylvanie.

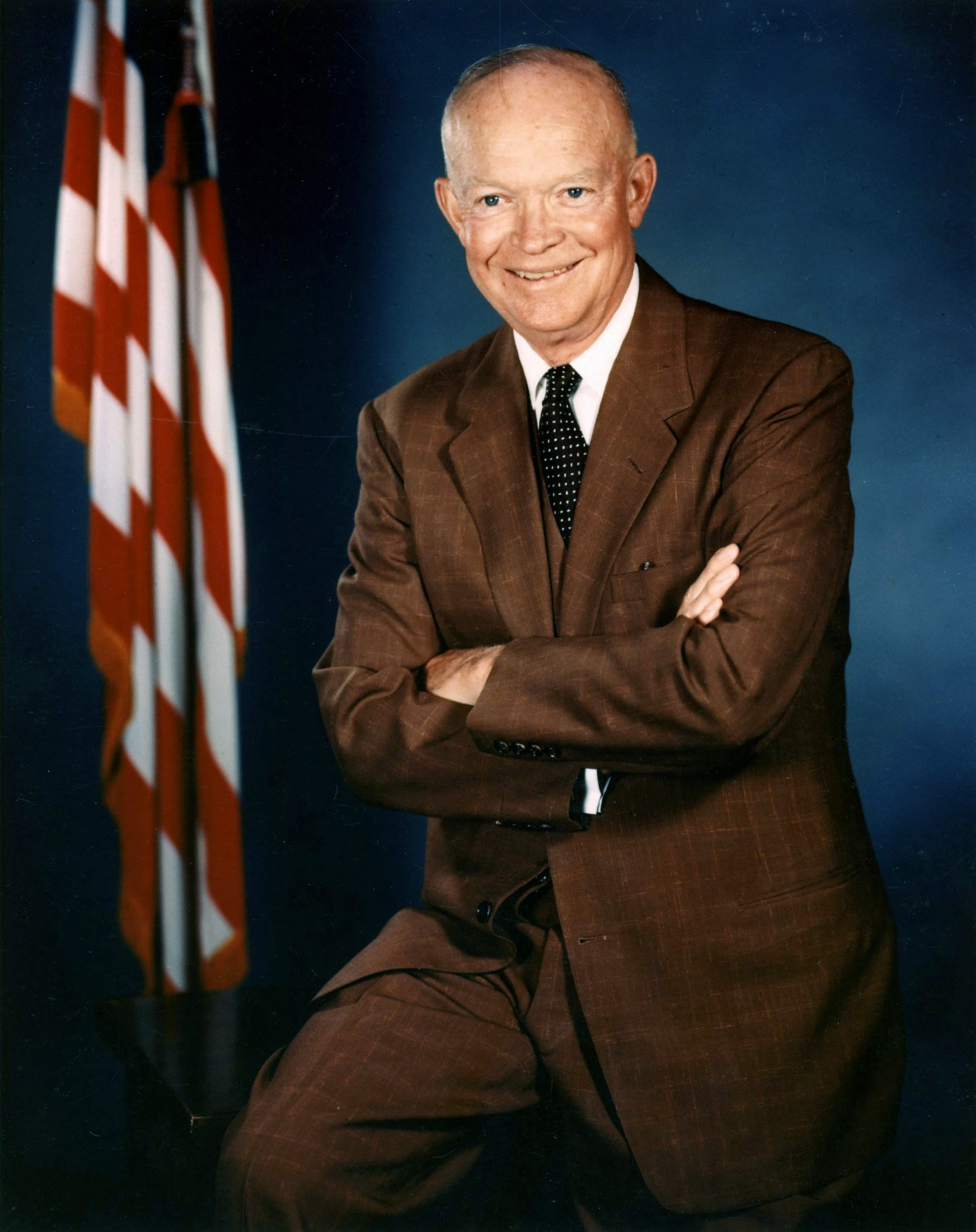
Dwight David Eisenhower en 1956.

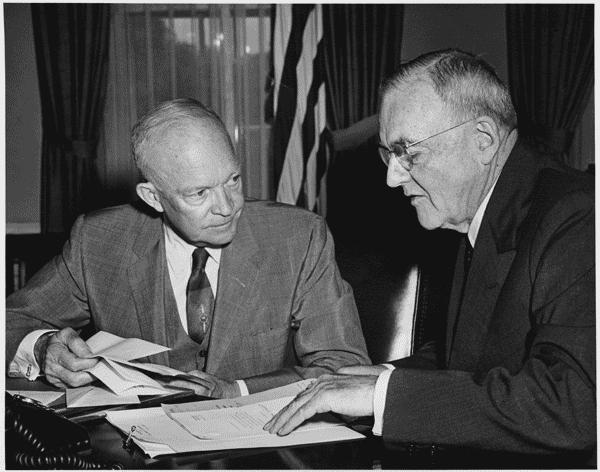
Dwight David Eisenhower aux côtés du secrétaire d'État John Foster Dulles, le 14 août 1956.

Il est baptisé David Dwight mais appelé couramment Dwight. L'ordre des deux prénoms est définitivement inversé lors de son incorporation à l'académie militaire de West Point.
La famille Eisenhower s'installe à Abilene au Kansas en 1892. C’est lors de sa scolarité à Abilène que le jeune Dwight Eisenhower aurait reçu le surnom de « Ike » par son meilleur ami d'enfance. Il est marqué par son éducation et sa foi protestante. Alors que son père était mennonite, sa mère fut une adepte des Témoins de Jéhovah à partir de 1895, et la résidence des Eisenhower servit de lieu de réunion pendant plusieurs années,.

### Études et formation
À 19 ans, en 1909, il obtient son diplôme de fin d'études secondaires du lycée d'Abilène et commence à travailler dans une laiterie, car ses parents n’ont pas les ressources financières nécessaires pour l’envoyer à l’université.
Il tente l'examen d'entrée de l'académie navale d'Annapolis, mais n'est pas admissible en raison de son âge.
Il entre finalement à l'université de Kansas City pour préparer une carrière militaire et réussit brillamment ses examens, qui lui permettent d'entrer d'office à l'Académie militaire de West Point.

## Carrière militaire

### Académie militaire et premières affectations

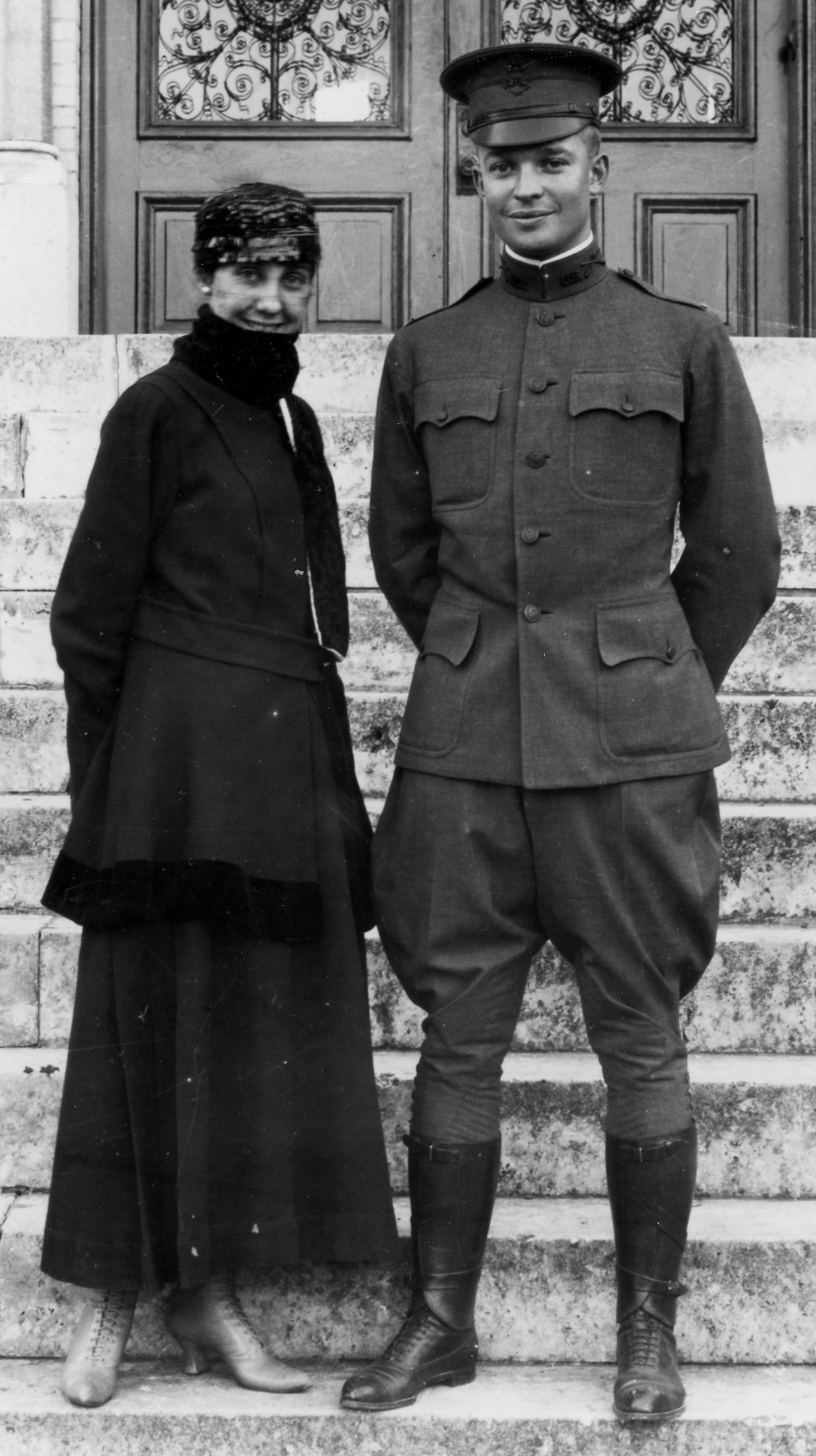
Eisenhower et son épouse Mamie à l'université Ste Mary à San Antonio au Texas en 1916.

En 1911, Dwight Eisenhower, est admis à l’Académie militaire de West Point.
Il en sort, quatre ans plus tard, 61e sur 164 avec le grade de lieutenant, dans la moyenne de sa promotion et est affecté, à sa sortie d'école, au Fort Sam Houston de San Antonio au Texas (sa promotion sera qualifiée plus tard par les historiens de « la promotion sur laquelle les étoiles tombèrent », en anglais The class the stars fell on » par les nombreux généraux qu'elle donna).
C'est là qu'il rencontre Mamie Geneva Doud (1896-1979), qu'il épouse le 1er juillet 1916, et avec qui il a deux fils, Doud Dwight Eisenhower (1917-1921), décédé des suites de la scarlatine et John Sheldon David Doud Eisenhower (1922-2013).
En 1917, il est promu capitaine et sert comme instructeur dans plusieurs camps d'entraînement, alors que le pays est engagé dans la Première Guerre mondiale. Malgré ses demandes, il n'obtient pas d'affectation en Europe et, en 1918, prend le commandement du Tank Training Center à Camp Colt en Pennsylvanie.
Au Camp Meade (en), près de Washington, en 1920, promu au grade de major, il rejoint l’Infantry Tank School, où il retrouve un officier du corps blindé, le colonel Georges S. Patton, par ailleurs grand joueur de bridge.
Ensemble ils publient, comme de Gaulle, des articles préconisant l’utilisation des chars, afin d’éviter une nouvelle guerre de tranchées. Ses idées novatrices ne sont pas appréciées par ses supérieurs, et il est même menacé de passer en cour martiale.

### Outre-mer
Il est ensuite affecté dans la Zone du canal de Panama, sous les ordres du général Fox Conner, qui reconnaît sa valeur et en 1925 l’inscrit à l’école de formation aux fonctions de commandement et d’état-major de Fort Leavenworth, d’où il sort premier de sa promotion, ce qui lui vaut des affectations importantes, notamment auprès du général John Pershing et du général Douglas MacArthur.
En 1927, il est membre de la Commission américaine des monuments de guerre, et en 1928, sort diplômé de l'école de guerre américaine (War College).
En 1929, il est détaché à Paris, avant de rejoindre le département de la Guerre (équivalent du ministère de la Guerre).
En 1933, chef d'état-major du général Douglas MacArthur, il accompagne ce dernier à Manille, alors qu’il est conseiller militaire auprès du gouvernement philippin. Il est promu lieutenant-colonel en 1936.

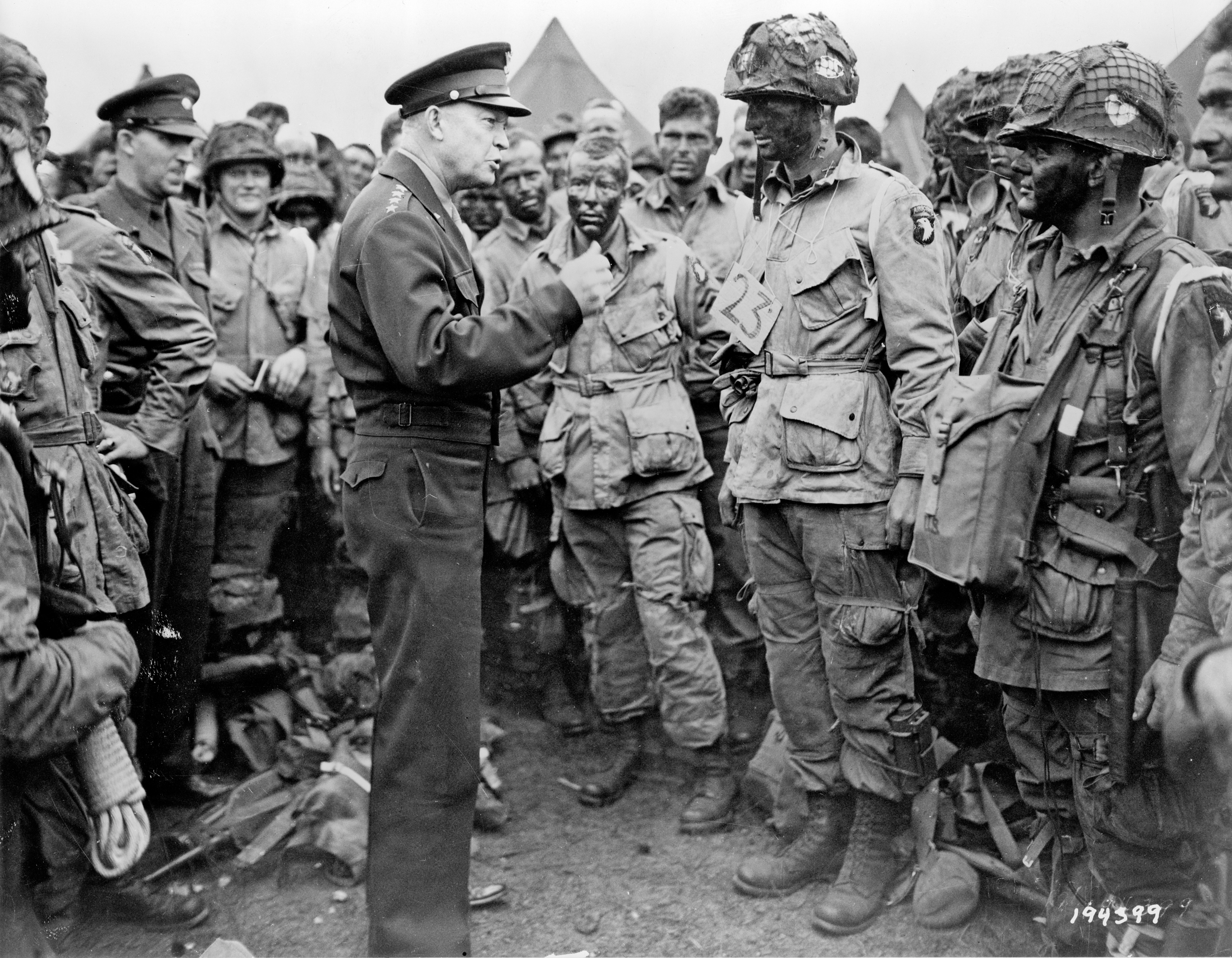
Eisenhower donnant les dernières instructions aux paras de la aéroportée avant le Débarquement en Normandie : Full victory-nothing else (« la victoire complète et rien d'autre »).

### Seconde Guerre mondiale

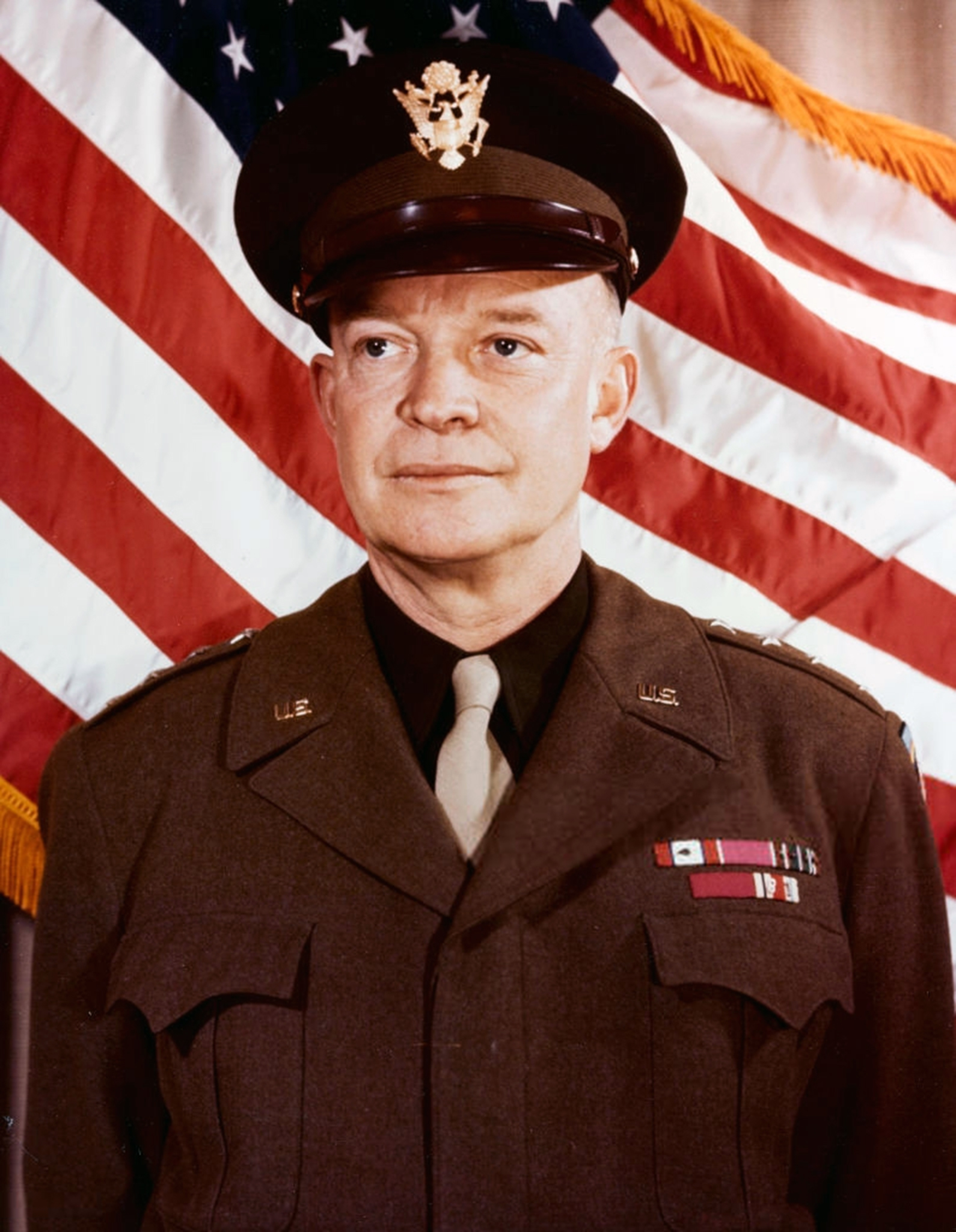
Dwight David Eisenhower (fin 1943).

Fin 1939, c'est sur sa demande, alors que la guerre a été déclenchée en Europe, que Dwight Eisenhower revient aux États-Unis et est affecté à Fort Lewis, dans l'État de Washington.
Promu au grade de colonel, il devient chef d'état-major de la 3e armée en juin 1941, affecté à Fort Houston au Texas. Chargé de l’entraînement des troupes, il se distingue particulièrement par sa stratégie, pendant les manœuvres qui ont lieu en septembre 1941 en Louisiane, et auxquelles participent plus de 400 000 hommes.
À l'issue de celles-ci, il est promu au grade de général de brigade. Il retourne à Washington quelques jours après l’attaque de Pearl Harbor pour être affecté au département de la Guerre, sous les ordres du général Marshall.
Il en devient l'assistant en février 1942, et prend la tête de la division « Opérations » de l’état-major sous les ordres du général Patton.
Promu général deux étoiles, il est nommé en juin 1942 commandant en chef des forces américaines en Europe. Il supervise alors l'ensemble des opérations militaires, tant en Europe qu'en Afrique du Nord. Il commande le débarquement de novembre 1942 en Afrique du Nord, l’opération Torch, où, confronté aux divergences entre Britanniques et Américains, il fait preuve de tout son talent de conciliateur et de négociateur, pour rapprocher les vues plutôt que de les opposer. Cette opération est aussi, en dépit du manque de moyens matériels, un précieux enseignement pour les débarquements qui suivent. En février 1943, il est promu général 4 étoiles, alors qu'il prépare la campagne de Tunisie contre les forces de l'Afrikakorps.
En 1943, Dwight Eisenhower est chargé de l’invasion de la Sicile (opération Husky et opération Ladbroke) et de l’Italie. Il est contraint, en outre, d'intervenir dans le règlement de la querelle qui oppose les généraux Henri Giraud et Charles de Gaulle, à propos de l'exercice du commandement français en Afrique du Nord.
Sa préférence va à Giraud qui, le 29 mai 1943 dans l'enceinte du palais d'été d'Alger, l'a publiquement décoré des insignes de grand-croix de la Légion d'honneur, au grand dam de De Gaulle, qui se plaignit de ne pas avoir été consulté. La relation humaine tissée entre Eisenhower et de Gaulle permettra un rapprochement des deux généraux.
Lors de la conférence interalliée de Téhéran de novembre 1943, il a été décidé qu’un second front allié serait ouvert à l’Ouest. L'entente entre Staline et Roosevelt, laissant Churchill opposé à l'ouverture d'un front ouest européen, le choix d'un chef américain est fait. Le président Roosevelt ne pouvant se passer de son conseiller militaire, le général George Marshall, c’est Eisenhower qui est choisi pour l'opération Overlord.
Il quitte alors le théâtre des opérations méditerranéennes pour Londres.

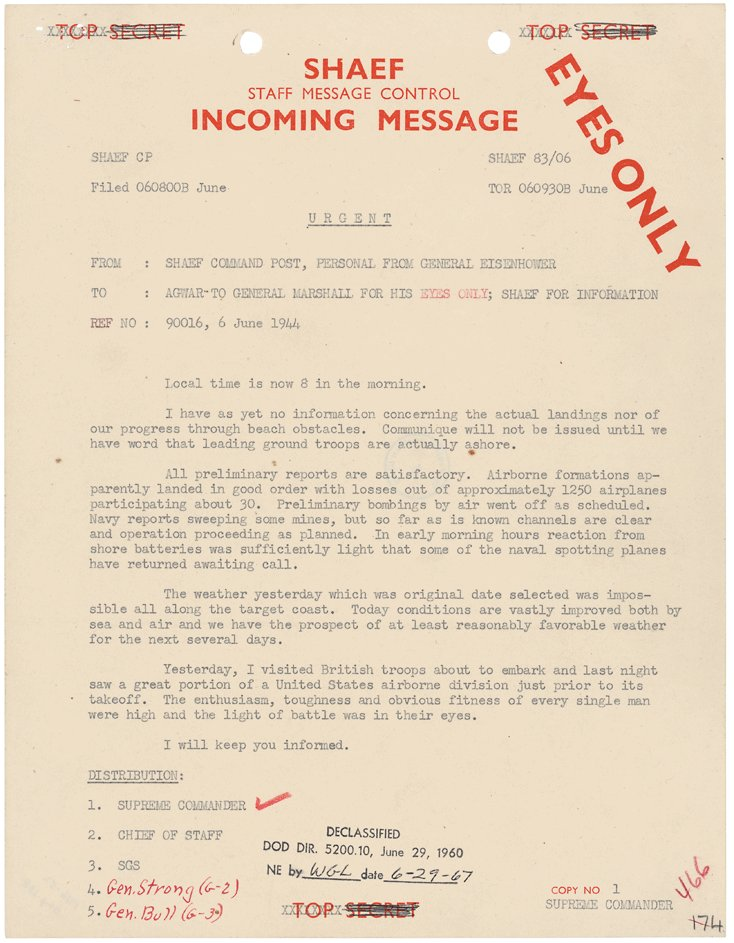
Télégramme d'Eisenhower sur les premières opérations du débarquement du 6 juin 1944.

À la tête du SHAEF (Supreme Headquarter Allied Expeditionary Force), Eisenhower planifie le débarquement de Normandie organisés à partir de juin 1944 et l'installation de la tête de pont en France, l’opération Overlord, et commande la plus importante force d’invasion de tous les temps.
Eisenhower est souvent remis en cause par les Britanniques, notamment par Alan Brooke et Montgomery qui doutent de ses talents stratégiques. Mais il est soutenu par Marshall, et son calme et sa finesse psychologique répondent parfaitement aux caractères forts que sont Montgomery, Patton et le général de Gaulle.
Face à l’opiniâtreté du général français qui défend la souveraineté politique de la France, Eisenhower renonce à la mise en place de l’AMGOT et autorise même la 2e DB du général Leclerc à entrer en premier dans Paris en août 1944. Neuf mois plus tard, les troupes alliées avec De Lattre de Tassigny, le général Leclerc et Eisenhower atteignent le but fixé : obtenir la capitulation sans condition de l’Allemagne.
Le 20 décembre 1944, il est promu général cinq étoiles (General of the Army, le second grade le plus élevé dans l'Armée de terre des États-Unis).
En juin 1945, il est fait compagnon de la Libération par le général de Gaulle.
Concernant les bombardements atomiques d'Hiroshima et Nagasaki, sur le théâtre Asie-Pacifique, Eisenhower dira : « les Japonais avaient été prêts à se rendre et il n'aurait pas été nécessaire de les frapper avec ce truc horrible » (Newsweek, 11 novembre 1963),.

### Après-guerre
Au lendemain de la guerre, Eisenhower succède à Marshall comme chef d’état-major de l’US Army, poste qu’il quitte en 1948 pour devenir président de l’université Columbia. Il garde toutefois le contact avec l’état-major, où il intervient en tant que conseiller.
En 1950, le président démocrate Truman le nomme commandant suprême de l’OTAN. Le 31 octobre 1951, il inaugure sur la colline d'Hennemont, à Saint-Germain-en-Laye, le village du SHAPE et l'école internationale de l'OTAN : « un village, une chapelle, une école ». Cette école deviendra le lycée international de Saint-Germain-en-Laye.
En 1964, Dwight David Eisenhower laisse des documents concernant la Seconde Guerre mondiale dans une fosse au cimetière américain de Colleville-sur-Mer, en Normandie, non loin des plages du débarquement. Elle ne sera ouverte, selon ses souhaits, qu'au matin du 6 juin 2044, date du 100e anniversaire du débarquement en Normandie.

## Carrière politique

### Élection présidentielle de 1952
En 1948, le président Harry S. Truman propose à Dwight David Eisenhower d’être son colistier au titre de candidat à la vice-présidence pour l'élection présidentielle à venir, mais celui-ci refuse.
Alors qu'il vient d'être nommé commandant en chef de l'OTAN (1950) et qu'il installe son quartier général à Paris, des émissaires du Parti républicain viennent le solliciter pour être leur candidat à l'élection présidentielle de 1952. Il se laisse convaincre et entame une campagne électorale qui le conduit à travers quarante-cinq États.
Ses discours cherchent à rassurer les Américains, et sa stratégie consiste à ne jamais mentionner le nom de son adversaire, Adlai Stevenson, mais à attaquer le bilan de son prédécesseur Harry Truman.
Sa plate-forme tourne autour de trois thèmes : mettre fin à la corruption qui règne à Washington, en terminer avec la guerre de Corée, et faire face à la subversion communiste, alors que le pays est en plein maccarthysme.
Sa campagne innovante est la première qui utilise les spots télévisés, dont on estime les coûts entre un et deux millions de dollars. Le plus célèbre est le court-animé I Like Ike, créé par les Studios Disney et produit en 1952 par Roy Disney, dont ce fut la seule participation à une campagne politique,. La chanson-jingle du clip a été écrite par Gil George et Paul J. Smith, inspirés par "They Like Ike", qui figurait dans la comédie musicale de 1950 écrite par Irving Berlin Call Me Madam.
La campagne électorale ne se passe toutefois pas sans heurts. Le candidat républicain à la vice-présidence est Richard Nixon. Celui-ci est accusé de détournement de fonds à son profit personnel, ce qu'il nie. De son côté, Eisenhower reçoit le soutien du sénateur Joseph McCarthy, qui affirme que de nombreux postes gouvernementaux sont infiltrés par les communistes.
En novembre 1952, Eisenhower est élu avec 55 % des suffrages, contre son rival démocrate Adlai Stevenson.

### Président des États-Unis (1953-1961)
Le mandat du président Eisenhower débute le 20 janvier 1953.
Réélu en 1956 contre le même Adlai Stevenson, ses deux mandats sont marqués par la fin de la guerre de Corée, le début de contacts directs avec les dirigeants de l'URSS, concrétisé notamment par la visite de Khrouchtchev aux États-Unis en 1959, mais aussi par la poursuite d'une politique d'endiguement du communisme, la condamnation de l'expédition anglo-franco-israélienne en Égypte, l'arrivée de Fidel Castro à Cuba, la création de la NASA, la lutte contre la ségrégation raciale dans l'armée et à l'école ou encore la réduction de l'inflation.
Il fut secondé durant ses mandats par des personnalités comme John Foster Dulles, son secrétaire d'État (équivalent de ministre des Affaires étrangères), et George Humphrey, son secrétaire au Trésor.

#### Politique extérieure
Sur le plan extérieur, Dwight David Eisenhower mène une politique de fermeté, afin de faire reculer la zone d’influence soviétique. Eisenhower lance un programme de « dissuasion nucléaire » visant à augmenter l'arsenal des États-Unis. Dans le même temps, il lance le 8 décembre 1953 le programme Atoms for Peace visant à développer, nationalement et internationalement, les usages pacifiques de l'énergie atomique. Atoms for Peace mène aussi à la création de l'Agence internationale de l'énergie atomique (AIEA).
Cette priorité donnée au nucléaire accompagne une nouvelle stratégie militaire basée sur la supériorité aérienne et atomique au détriment du terrestre, Eisenhower lance un plan pour une armée « new-look » : les effectifs terrestres fondent de 500 000 et ceux de la marine de 100 000 éléments, l'air au contraire recrute 30 000 hommes. Le budget de la Défense passe de 35 à 31 milliards de dollars.

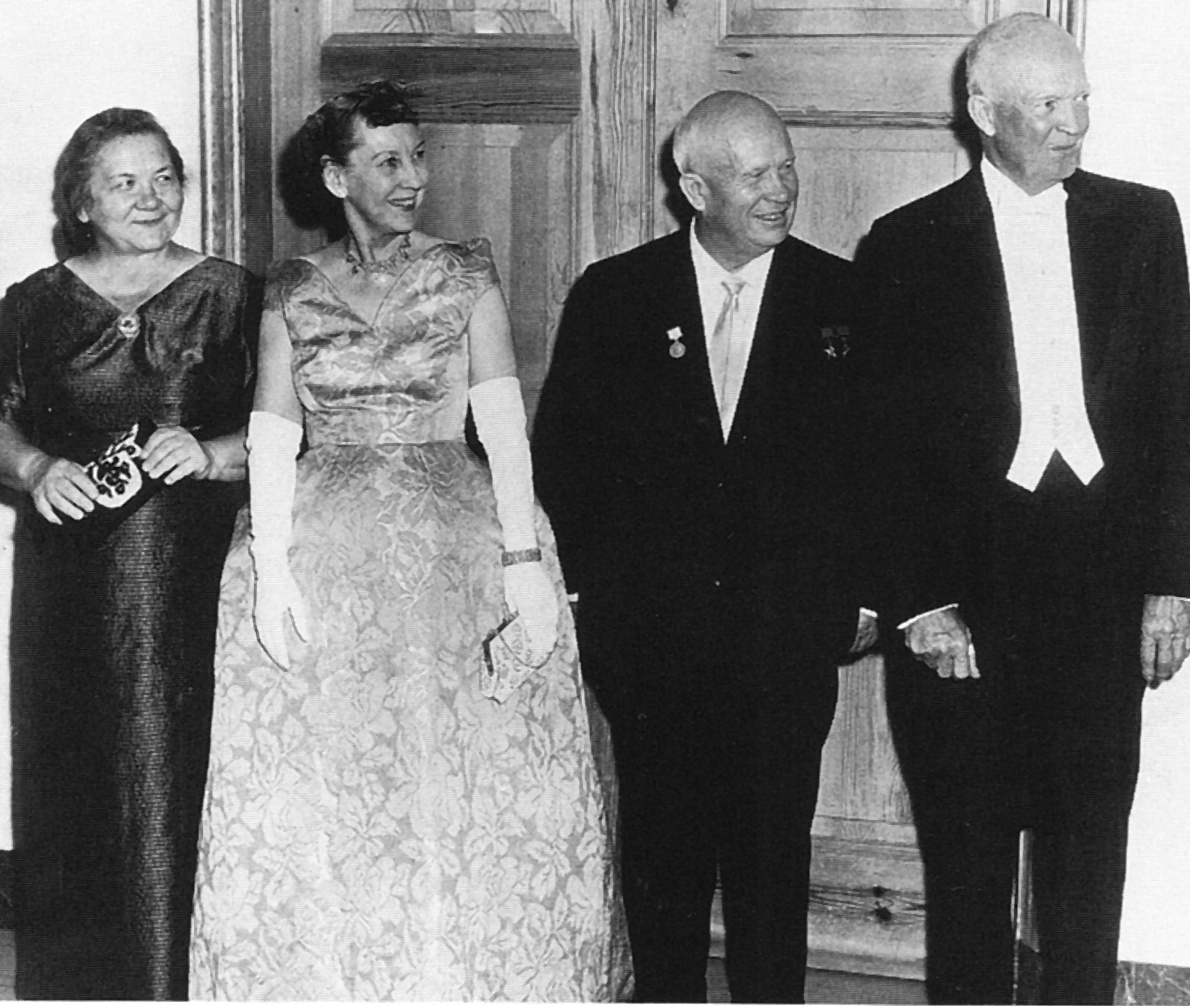
Dwight Eisenhower, Nikita Khrouchtchev et leurs épouses respectives en 1959 durant un diner officiel.

La mort de Staline le 5 mars 1953 modifie les relations Est-Ouest et l’heure est à la détente.
Eisenhower et le gouvernement soviétique mettent fin à la guerre de Corée et le président américain, par manque de vision, refuse de s’engager militairement au côté de la France en Indochine.
La conséquence en est l’indépendance du Cambodge, du Laos et la séparation du Viêt Nam en deux parties qui entraîne, pour les États-Unis, une guerre longue et difficile. L’heure est plutôt aux actions clandestines orchestrées par la CIA, telles que le renversement du gouvernement du Premier ministre d’Iran Mohammad Mossadegh en août 1953 (opération Ajax) et la prise du pouvoir par le Shah Mohammed Reza Pahlavi, celui du gouvernement de Jacobo Árbenz Guzmán au Guatemala en juin 1954 (opération PBSUCCESS) et la tentative échouée en Indonésie en mars 1958.
En 1954, Eisenhower crée également un fonds d'urgence pour les affaires internationales afin de soutenir l'utilisation de la diplomatie culturelle par les États-Unis en Europe pendant la guerre froide. En 1956, l’intervention soviétique à Budapest et la crise de Suez rappellent que la guerre froide est loin d’être terminée.
En 1957, le lancement par l’URSS du satellite Spoutnik surprend le monde occidental. Eisenhower accélère alors le développement des missiles intercontinentaux, définit la doctrine Eisenhower et engage le pays dans un programme spatial très ambitieux.

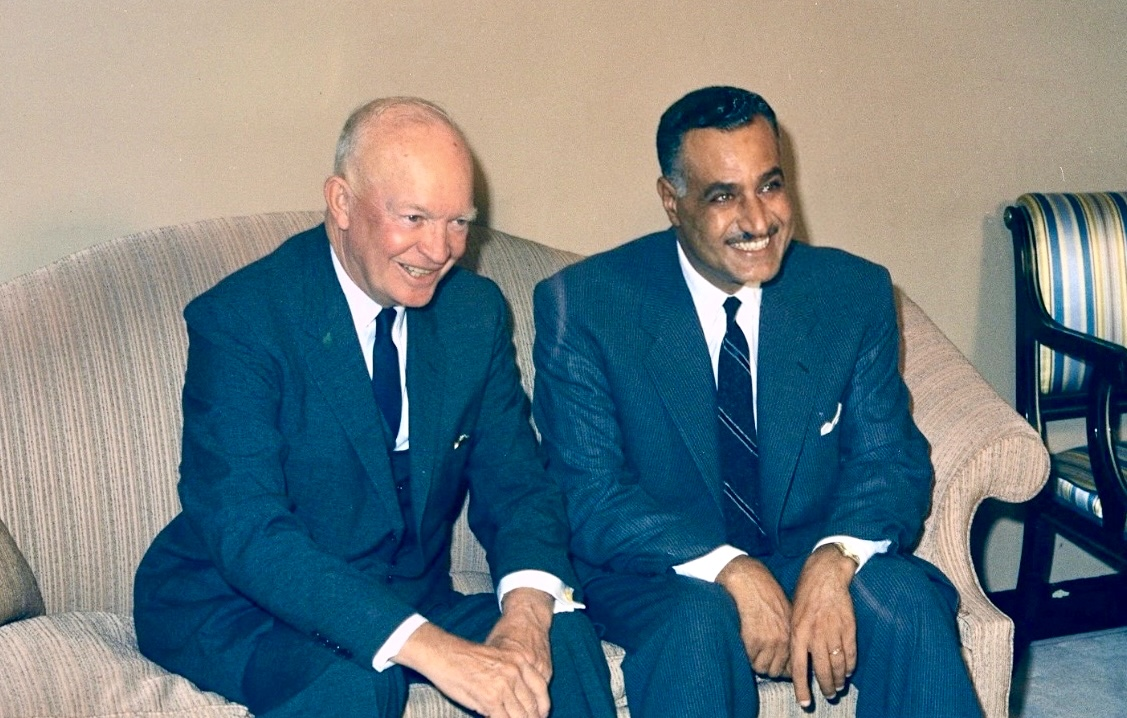
Eisenhower rencontrant le président égyptien, Gamal Abdel Nasser, lors de la visite de ce dernier à New-York pour Assemblée générale des Nations unies, en 1960.

L'année 1960 marque la rupture du dialogue avec Nikita Khrouchtchev en raison de l’affaire d'un avion espion U-2 abattu sur le territoire soviétique ainsi que par la radicalisation de la révolution cubaine que le président essaye, sans succès, de juguler. Après avoir d'abord vu sans hostilité particulière la prise du pouvoir par Fidel Castro en janvier 1959, il donne le 17 mars 1960 son accord écrit à l'ouverture de camps d'entraînements anticastristes dont l'aboutissement est, en avril 1961, quelques mois après son départ de la Maison-Blanche, le débarquement de la baie des Cochons. Il impose les premières mesures de rétorsion économique contre Cuba à partir de juin 1960 qui sont rendues inefficaces par l'aide apportée par Khrouchtchev à Fidel Castro. La CIA organise et arme des groupes rebelles à l’intérieur de l'ile, tandis que de petits avions venus de Floride bombardent des villages, des industries et des champs.
Bien qu'anticolonialiste dans l'affaire du Katanga par crainte de l'expansion communiste en Afrique, il se range du côté de la Belgique. Il aurait demandé en termes ambigus en août 1960 à Allen Dulles, directeur de la CIA, « la suppression » du chef d'État congolais Patrice Lumumba, soutenu par l'URSS. Allen Dulles câble en ce sens. Cependant la disparition de John Foster Dulles en avril 1959 permet tout de même de maintenir une relation apaisée entre Moscou et Washington.
Par ailleurs, en 1957, par népotisme, il nomme son frère, le professeur Milton Stover Eisenhower (en) (1899-1985), conseiller et ambassadeur spécial sur les affaires latino-américaines.

#### Politique intérieure
Sur le plan intérieur les mandats du président Eisenhower se caractérisent par une relative prospérité et la relance de l’économie de consommation après les années de guerre. C’est à lui que l’on doit les quelque 65 000 km d’autoroutes reliant les États entre eux qui ont un impact certain sur le mode de vie des Américains. On lui doit aussi certaines avancées dans le domaine social avec l’extension de l’assurance-maladie, la retraite à 62 ans pour les femmes et l’accroissement des droits syndicaux.[réf. nécessaire]
Sur le plan économique, le mandat d'Eisenhower connaît 3 récessions, en 1953, en 1958, et en 1960-1961.
L’un des problèmes les plus irritants était causé par le Sénateur Joseph McCarthy et sa lutte contre les supposées infiltrations communistes au sein du gouvernement. Bien qu’il n’ait jamais pu obtenir la moindre inculpation, il était aux yeux de certains Américains un rempart auto-proclamé contre l’avancée communiste. Eisenhower ne chercha jamais à l'affronter directement, mais il réussit à obtenir une motion de censure à son encontre en 1954 en utilisant à son avantage un nouveau moyen d’expression : la télévision.
Julius et Ethel Rosenberg, accusés d’espionnage au profit de l’URSS et exécutés le 19 juin 1953, furent, indirectement, les victimes de la vigilance anticommuniste. Le nouveau président refusa de les gracier, malgré les doutes sérieux qui le tenaillaient sur leur culpabilité, et en dépit des pressions de l'ambassadeur à Paris.
Dans le domaine culturel, Dwight D. Eisenhower promulgue la loi créant le National Cultural Center à Washington.

#### Déségrégation et Civil Rights Act de 1957

##### Contexte
Le 25 juin 1941, le président Franklin Delano Roosevelt promulgue l'Executive Order 8802 qui interdit la discrimination ethnique ou raciale dans l'industrie de la défense américaine. Il vise également à mettre en place un comité pour l'accès égal à l'emploi. Il s'agit de la première action fédérale à promouvoir l'égalité des chances et à interdire la discrimination à l'embauche aux États-Unis. Puis en 1948, le Président Harry S. Truman promulgue à son tour l'Executive order 9980 et l'Executive Order 9981 qui abolissent les discriminations fondées sur la race, la couleur, la religion ou l'origine nationale dans les Forces armées des États-Unis et dans les services publics fédéraux des États-Unis,.
La Cour suprême rend l'arrêt Brown v. Board of Education le 17 mai 1954. Cet arrêt voté à l’unanimité déclare la ségrégation raciale inconstitutionnelle dans les écoles publiques, la Cour suprême, sous la présidence du juge Earl Warren, a estimé que les installations « séparées mais égales » sont intrinsèquement inégales et violent les protections de la clause de protection égale du XIVe amendement. La Cour a estimé que la ségrégation de l'éducation publique fondée sur la race a instillé un sentiment d'infériorité qui avait un effet extrêmement préjudiciable sur l'éducation et le développement personnel des enfants afro-américains. Warren a basé une grande partie de son opinion sur des informations provenant d'études en sciences sociales plutôt que sur des précédents judiciaires. La décision a également utilisé un langage relativement accessible aux non-juristes, car Warren estimait qu'il était nécessaire que tous les Américains en comprennent la logique,,,,. Reconnaissant les difficultés pratiques de l'abolition de la ségrégation, la Cour demande aux parties à l'affaire et aux autres parties concernées (le gouvernement fédéral et les 17 États qui pratiquent alors la ségrégation dans l'enseignement) de présenter pour la session de 1955 leurs conclusions sur les moyens d'y parvenir. Certes la jurisprudence Plessy v. Ferguson n'est pas explicitement rejetée : il n'est pas contesté que la ségrégation soit légale dès lors que les possibilités offertes aux deux races sont égales. Mais elle est vidée de sa substance, puisque, au moins dans le domaine de l'éducation pour ce premier arrêt, des systèmes séparés ne peuvent être égaux.

##### Processus menant au Civil Rights Act de 1957
C'est dans ce contexte de déségrégation qu'il était nécessaire que le Congrès vote une loi pour clarifier la portée de la déségrégation au niveau fédéral, de réviser l'effectivité des garanties apportées par les Quatorzième et Quinzième amendements qui avaient été largement contournés par les Lois Jim Crow et les diverses dispositions législatives mises en place depuis l'arrêt Plessy v.Ferguson autorisant la ségrégation au nom du principe "séparé mais égal". Certes, des arrêts mettaient fin à la ségrégation scolaire et dans les transports publics et avaient vidé de toute portée l'arrêt Plessy v.Ferguson mais il demeuraient d'autres formes de ségrégation pour entraver les droits constitutionnels des Afro-Américains comme les réglementations d'inscription sur les listes électorales, de nombreux États exigeaient que les candidats passent un test de qualification des électeurs et les questions étaient conçues de telle manière à ce que les agents des services civils puissent éliminer la plupart des Afro-Américains qui tentaient de s'y inscrire.
Le 9 avril 1956 le Procureur général Herbert Brownell de l'administration du président Dwight D. Eisenhower écrit une lettre au Vice-Président Richard Nixon et au président de la Chambre des représentants une lettre officielle dans laquelle il signale que le Président Eisenhower déplore le fait que des citoyens afro-américains soient privés de leur droit de vote et subissent des pressions économiques et qu'il est impensable que le droit de vote qui est un des droits les plus précieux puisse être dénié. Aussi Herbert Brownell demande qu'une commission bi-partisane étudie le problème, que cette commission composée de six membres puissent faire les investigations et auditions nécessaires pour évaluer les problèmes d'entrave des droits et fassent des propositions d'actions qui puissent mettre fin à ce problème.
Le 14 février 1957, Herbert Brownell fait une déclaration auprès de la commission des droits constitutionnels du Sénat où il annonce qu'il va présenter un projet d'une nouvelle loi renforçant les droits civiques, qui instituera une commission d'enquête conformément à sa lettre du 9 avril 1956, une division des droits civiques au département de la Justice pour seconder le Procureur général et permettra au gouvernement fédéral d'intervenir dans des cas litigieux.
C'est dans cette dynamique que Herbert Brownell va élaborer un projet de loi qui comprend quatre parties et points principaux :
1. La création d'une commission des droits civiques au sein du pouvoir exécutif pour enquêter sur les violations des droits civiques.
2. La création du poste de Procureur général adjoint pour les droits civiques.
3. Création de nouveaux droits du pouvoir du Département de la Justice lui permettant de faire respecter les droits civiques par des poursuites civiles et pénales.
4. Autorisation du Procureur général à intenter des poursuites civiles et à obtenir des injonctions préventives (ordonnances du tribunal) pour la protection du droit de vote.

##### Vote du Civil Rights Act
Ce projet de loi est adopté par la Chambre des représentants le 18 juin 1957 par 286 voix contre 126.
Le principal obstacle demeurait le Sénat où le groupe des Démocrates dirigé par le sénateur Richard Brevard Russell de la Géorgie, bloquait toutes les lois en faveur de l'amélioration des droits civiques pour les Afro-Américains. Durant les débats, le sénateur de la Caroline du Sud Strom Thurmond va se faire connaitre par un discours d’obstruction systématique au projet qui va battre le record de durée d'un discours au Sénat, puisqu'il va durer plus de 24 heures. Le sénateur de la Californie, William Knowland (en) président du groupe des Républicains, et le sénateur de l’Illinois, Paul Douglas Démocrate libéral, vont défendre le projet de loi, ils vont obtenir un allié du parti Démocrate avec le sénateur du Texas Lyndon B. Johnson. Ce dernier va utiliser ses capacités diplomatiques et son réseau d'influences pour faire adopter le projet de loi par le Sénat le 29 août 1957 par 60 voix contre 15.
Le président Dwight D. Eisenhower promulgue le Civil Rights Act le 9 septembre 1957 (Public Law 85-315). Cette loi établit une Commission des droits civiques, une division des droits civiques au département de la Justice et autorise le Procureur général des États-Unis à saisir un tribunal fédéral pour faire respecter et protéger le droit de vote des Afro-Américains, elle interdit les actions de toute personne ayant autorité, y compris des particuliers, visant à intimider, menacer, contraindre les Afro-Américains pour qu'ils ne s'inscrivent pas sur les listes électorales ou de les empêcher de voter comme ils l'entendent. Si les trois premiers points du projet d'Herbert Brownhell sont avalisés, en revanche le quatrième point est limité dans sa portée, la loi limite le pouvoir des tribunaux d'appliquer la partie IV de la loi par un outrage civil ou un outrage criminel imposant une amende de 1 000 $ au plus et / ou une peine d'emprisonnement de six mois au plus, faisant ainsi disparaître l'atteinte au droit à la protection garantie par le Quatorzième amendement.
Bien qu’incomplète soit-elle, cette loi est un premier pas pour la prohibition de la ségrégation, elle permet de faire un inventaire de l'ensemble des dispositifs réglementaires ou de contraintes physiques par des personnes ou des groupes visant à entraver les droits civiques des Afro-Américains et surtout autorise l'État fédéral à mener des actions par voie de justice et donc par la force si nécessaire pour faire observer la déségrégation. Elle sera complétée par le Civil Rights Act du 2 juillet 1964 et le Voting Rights Act du 4 août 1965 qui mettront fin à toutes les lois et réglementations ségrégatives sur l'ensemble des États-Unis,,,,.

#### Gouvernement fédéral et pouvoirs des États
La présidence d’Eisenhower marque un certain accroissement du pouvoir fédéral qui, par exemple, assoit son autorité sur les eaux territoriales. La création d’un ministère de l’Éducation, de la Santé et des Services sociaux permet de financer des projets fédéraux mais n’enlève que peu d’autorité aux États comme on peut le voir dans les difficultés du gouvernement à imposer la déségrégation dans les écoles.

##### Dwight D. Eisenhower et les Neuf de Little Rock
Après l'arrêt Brown v. Board of Education, certains États du Sud vont se rebeller et faire des manœuvres dilatoires pour en empêcher l'effectivité, parmi ces États figure l'Arkansas. Une crise commence le 2 septembre 1957, avec le refus de la Little Rock Central High School d'accepter neuf étudiants afro-américains : Minnijean Brown-Trickey, Elizabeth Eckford, Gloria Ray Karlmark, Melba Pattillo Beals, Thelma Mothershed-Wair, Ernest Gideon Green (en), Jefferson Thomas, Terrence Roberts (en) et Carlotta Walls LaNier (en). Afin que ces étudiants ne puissent accéder à l'établissement d'enseignement secondaire, le gouverneur Orval Faubus, mobilise la Garde nationale de l'Arkansas. Cette crise, qui va durer trois semaines, entre dans l'histoire sous le nom des Little Rock Nine / les Neuf de Little Rock,. Le 4 septembre 1957, le juge fédéral ordonne l'ouverture de la Central High School aux Neuf, en vain, la Garde nationale et une foule hostile empêchent de nouveau l'entrée des adolescents. Le 9 septembre 1957, Martin Luther King alors président de la Montgomery Improvement Association (en), écrit au président Dwight D.Eisenhower pour qu'il puisse trouver une solution rapide au conflit, il est suivi par Woodrow Wilson Mann (en), le maire de Little Rock, favorable à la déségrégation qui lui aussi alerte la Maison-Blanche. Face à cette crise, le président Eisenhower négocie avec le gouverneur Orval Faubus et Woodrow Mann pour trouver une solution à l’amiable, mais les pourparlers aboutissent à une impasse. Le 23 septembre 1957, Woodrow Mann envoie un télégramme au président Dwight Eisenhower pour qu'il fasse intervenir des troupes fédérales afin de faire appliquer la loi et d'user du recours à la force comme le prévoit le récent Civil Rights Act de septembre 1957,, télégramme dans laquelle il dénonce les agitateurs menés par un stipendié d'Orval Faubus, Jimmy Karam
Le 24 septembre, le conflit connait un premier dénouement lorsque le président Dwight Eisenhower dessaisit le Gouverneur Faubus de toute autorité sur la Garde nationale. Il renvoie celle-ci à ses cantonnements et envoie la 101e division aéroportée pour escorter et protéger les Neuf dans l'enceinte de la Little Rock Central High School, dénouant ainsi le conflit. Cette décision majeure du président Eisenhower montre la volonté du pouvoir fédéral à en finir avec la ségrégation.
Discours de fin de mandat et dénonciation du complexe militaro-industriel
Dans son fameux discours de fin de mandat  le 17 janvier 1961, quelques jours avant le terme de son deuxième et dernier mandat, le président sortant, âgé de soixante-dix ans, met notamment en garde son pays contre la  montée en puissance d'un « complexe militaro-industriel », expression que le discours contribue à populariser.

## Après la Maison-Blanche

### Influence persistante en politique
Ne pouvant solliciter un troisième mandat, Dwight D. Eisenhower quitte la Maison-Blanche le 20 janvier 1961. Il se retire dans sa ferme de Gettysburg, en Pennsylvanie (devenu depuis le Eisenhower National Historic Site), où il se consacre à la rédaction de ses Mémoires.
Il n'abandonne pas complètement la politique. Son successeur, le démocrate John Fitzgerald Kennedy, reste en contact avec lui pendant la crise des missiles. Par la voie téléphonique, il soutient l'acceptation de la concession réclamée par Khrouchtchev : le retrait des missiles nucléaires de Cuba en échange de la promesse de ne pas envahir l'île. En novembre 1968, son ancien vice-président, Richard Nixon, est élu à la présidence après avoir échoué huit ans plus tôt à lui succéder, battu de justesse par Kennedy ; alors qu'il avait pris ses distances avec lui durant la campagne de 1960, Eisenhower en appelle à une nouvelle candidature de son ancien vice-président dès 1966 face à la fronde morale de la jeunesse envers les « valeurs » des États-Unis. Il assiste deux mois plus tard au mariage entre son petit-fils David et Julie Nixon, fille du nouveau président élu.

### Dernières années et mort
Dwight D. Eisenhower passe la majeure partie de la dernière année de sa vie au Walter Reed Army Hospital de Washington, D.C. pour traiter ses problèmes cardiaques. Il y meurt le 28 mars 1969.
Il reçoit des funérailles militaires et des funérailles d'État à Washington, en présence de dignitaires de 78 pays et de milliers d’anonymes, puis est enterré dans une chapelle funéraire au Centre Eisenhower aux côtés de son fils Doud Dwight.

## Chronologie de sa présidence
Chronologie établie d'après celles du Eisenhower Presidential Center et celle de l'Eisenhower Encyclopedia,.

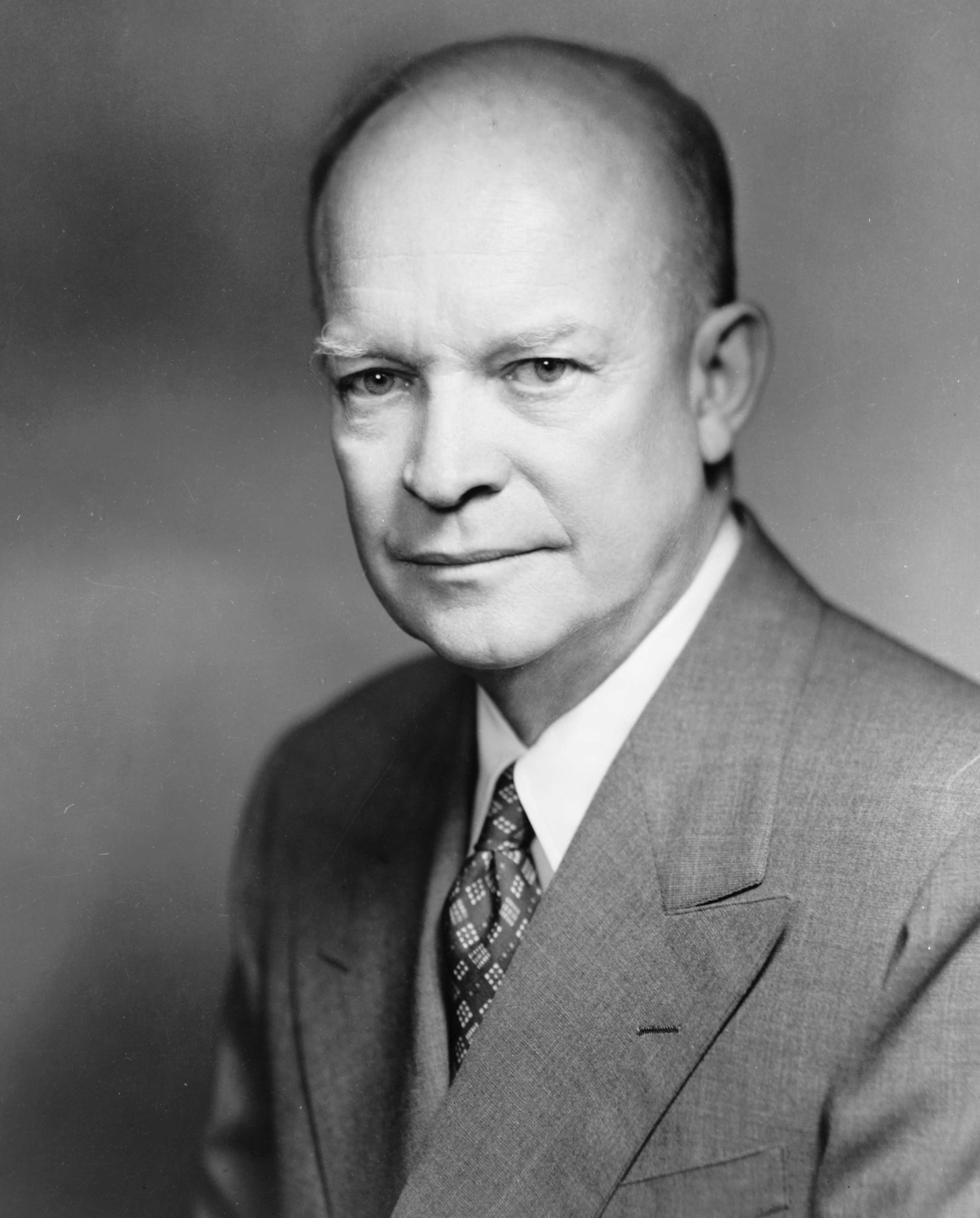
Dwight David Eisenhower en 1952.

### 1953
- 20 janvier : installation de Dwight D. Eisenhower en tant que trente-quatrième président des États-Unis.
- 1er avril : création du ministère de la Santé, de l’Éducation et de l’Assistance sociale.
- 16 avril : discours Chance for Peace adressé à l'Union soviétique
- 22 mai : Eisenhower signe la loi « sur les terres submergées » qui donne au gouvernement fédéral l’autorité sur les ressources économiques des eaux territoriales. C’est cette loi qui permet au gouvernement fédéral, et non aux différents États, d’attribuer des concessions d’exploitation de plates-formes pétrolières.
- 26 juillet : Eisenhower annonce la conclusion d’un cessez-le-feu en Corée et la partition du pays en deux zones séparées par le 38e parallèle.
- 1er août : Eisenhower propose l’élargissement de la loi sur l’assurance maladie.
- 7 août : Eisenhower signe une loi permettant d’admettre 241 000 réfugiés en plus du quota normal d’immigration.
- 19 août : renversement, avec l'aide du Royaume-Uni, du gouvernement démocratiquement élu du premier ministre iranien Mohammad Mossadegh (opération Ajax (officiellement TP-AJAX) exécutée par la CIA).
- 30 septembre, nomination d'Earl Warren comme président de la Cour suprême,
- 8 octobre : Eisenhower annonce que l’URSS ont fait exploser une bombe H.
- 8 décembre : Eisenhower, dans le discours Atoms for Peace prononcé aux Nations unies, fait des propositions sur l’utilisation du nucléaire à des fins pacifiques ce qui donna naissance à l’Agence internationale de l'énergie atomique (AIEA) basée à Vienne en Autriche.

### 1954
- 23 avril-17 juin : le sénateur Joseph McCarthy préside la commission destinée à éliminer les sympathisants communistes des forces armées.
- avril-21 juillet : les États-Unis refusent d’intervenir dans le conflit indochinois. La France se rend à Dien-Bien-Phu le 7 mai et la conférence de Genève entérine la partition du pays en deux zones.
- 13 mai : Eisenhower signe un accord américano-canadien pour ouvrir une voie maritime entre la région des Grands Lacs et l’océan Atlantique en passant par le Saint-Laurent. Elle fut inaugurée le 25 avril 1959.
- 27 juin : coup d'État au Guatemala. Renversement du gouvernement de Jacobo Árbenz Guzmán.

### 1955
- 16 mars : Eisenhower déclare que les États-Unis sont prêts à utiliser l’arme atomique en cas de conflit avec la Chine communiste.
- 21 juillet : Eisenhower participe à la première conférence des grandes puissances, États-Unis, France, Royaume-Uni et URSS à Genève. Il propose un droit de survol des installations militaires afin de promouvoir une confiance réciproque.
- 24 septembre : Eisenhower est victime d’une crise cardiaque.

### 1956
- 29 février : Eisenhower annonce sa candidature à un second mandat présidentiel. Il tente en vain de convaincre Richard Nixon, son vice-président, de renoncer à être candidat.
- 31 mai : Eisenhower approuve le survol du territoire de l’URSS par des avions-espion U-2.
- 29 juin : Eisenhower signe le Federal Aid Highway Act of 1956 (en) permettant au gouvernement fédéral de créer un réseau d’autoroutes entre les États. En principe ce réseau est destiné à faciliter les trajets entre bases militaires et l'évacuation des civils en cas de menaces nucléaires.
- 6 novembre : Eisenhower est réélu président des États-Unis. Il bat le candidat démocrate Adlai Stevenson avec plus de 9 millions de voix d’avance mais les démocrates restent majoritaires au sein du Congrès.

### 1957
- 5 janvier : Eisenhower définit sa politique à l'égard du Moyen-Orient : cette « doctrine Eisenhower » accorde un soutien économique aux États opposés à l’expansion des régimes communistes.
- 20 janvier : début officiel du second mandat de David D. Eisenhower.
- 9 septembre : Eisenhower signe le Civil Rights Act, étape décisive dans le processus de déségrégation aux États-Unis.
- 24 septembre : Eisenhower envoie la 101e division aéroportée pour mettre fin à la rébellion ségrégationniste de la ville de Little Rock.
- 25 novembre : Eisenhower est victime d’une deuxième crise cardiaque.

### 1958
- 31 janvier : les États-Unis lancent leur premier satellite Explorer 1.
- 2 avril : Eisenhower propose une agence civile spatiale ; il signe la loi créant la NASA le 29 juillet suivant.

### 1959
- 3 janvier : l’Alaska devient le quarante-neuvième État de l’Union.
- 21 août : Hawaii devient le cinquantième État de l’Union.
- 15 – 27 septembre : le président Khrouchtchev effectue une visite officielle aux États-Unis.

### 1960

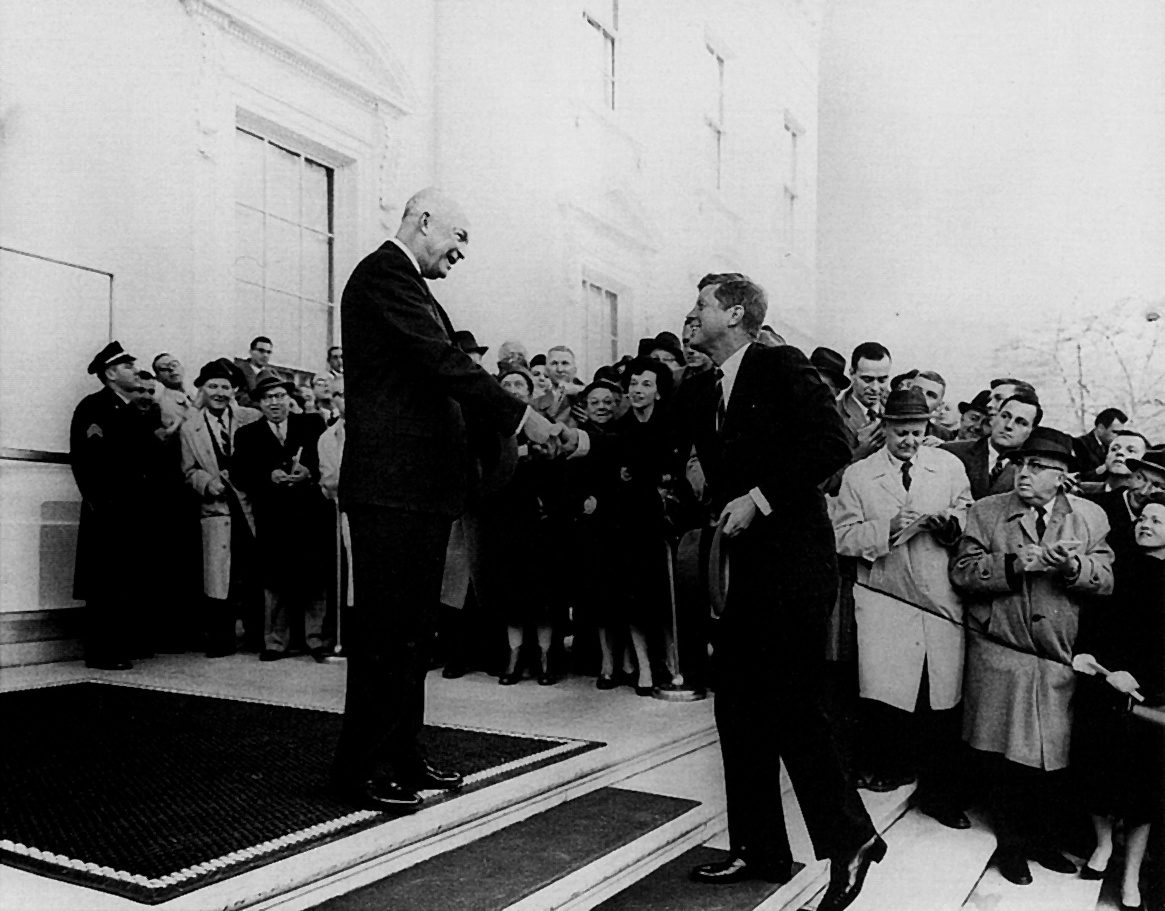
Eisenhower félicite le nouveau président, John Kennedy (décembre 1960).

- 1er mai : un avion-espion Lockheed U-2 est abattu alors qu’il survole l’URSS, entraînant l’annulation de la réunion des grandes puissances prévue à Paris deux semaines plus tard.
- 8 novembre : John F. Kennedy, candidat du Parti démocrate, gagne les élections présidentielles contre le vice-président Richard Nixon.

### 1961
- 17 janvier : discours de fin de mandat du président, resté célèbre en raison de la mise en garde formulée par Eisenhower contre le « complexe militaro-industriel[63] ».

## Archives
Les archives de Dwight David Eisenhower sont déposées et consultables d'une part auprès de la bibliothèque de l'Université Johns-Hopkins, la maison d'édition Johns Hopkins University Press les ont édité en six volumes et d'autre part aux National Archives and Records Administration des États-Unis au sein de la bibliothèque présidentielle Dwight D. Eisenhower connu également sous le nom de Eisenhower Presidential Center située à Abilene dans le Kansas,.
D'autres archives sont déposées et consultables à la Bibliothèque du Congrès.
Ses discours politiques et divers messages pendant qu'il était président des États-Unis sont consultables sur le site de la bibliothèque de l'université du Michigan consacré aux discours présidentiels.

## Œuvres

### Éditions originales: autobiographie, mémoire, journal, correspondances
- (en-US) Dwight D. Eisenhower, Crusade in Europe, Doubleday, 1948, 624 p. (ISBN 9780385416191, lire en ligne),
- (en-US) Dwight D. Eisenhower, Dwight D. Eisenhower : 1959 : containing the public messages, speeches, and statements of the president, January 1 to December 31, 1959, Office of the Federal Register, 1960, 1024 p. (OCLC 28158836, lire en ligne),
- (en-US) Dwight D. Eisenhower, Mandate for change, 1953-1956; The White House years, Doubleday, 1963, 710 p. (ISBN 9780434225804, lire en ligne),
- (en-US) Dwight D. Eisenhower, Waging Peace: the White House Years A Personal account 1956-1961, Doubleday & Company, 1965, rééd 1 janvier 1969, 824 p. (ISBN 9780385038683, lire en ligne),
- (en-US) Dwight D. Eisenhower, At Ease: Stories I Tell to Friends, Eastern Acorn Press, 1 janvier 1967, rééd. 1981, 412 p. (ISBN 9780915992041, lire en ligne),
- (en-US) Dwight D. Eisenhower, The papers of Dwight David Eisenhower, volume 1, Johns Hopkins Press, 1970, 722 p. (ISBN 9780801810787, lire en ligne),
- (en-US) Dwight D. Eisenhower, The papers of Dwight David Eisenhower, volume 2, Johns Hopkins Press, 1970, 768 p. (ISBN 9780801867187, lire en ligne),
- (en-US) Dwight D. Eisenhower, The papers of Dwight David Eisenhower, volume 3, Johns Hopkins Press, 1970, 664 p. (ISBN 0801810787, lire en ligne),
- (en-US) Dwight D. Eisenhower, The papers of Dwight David Eisenhower, volume 4, Johns Hopkins Press, 1970, 688 p. (ISBN 0801810787, lire en ligne),
- (en-US) Dwight D. Eisenhower, The papers of Dwight David Eisenhower, volume 5, Johns Hopkins Press, 1970, 428 p. (ISBN 0801810787, lire en ligne),
- (en-US) Dwight D. Eisenhower, Dear General; Eisenhower's wartime letters to Marshall, Johns Hopkins University Press, 1971, rééd. 12 mai 1999, 284 p. (ISBN 9780801862199, lire en ligne),
- (en-US) Dwight D. Eisenhower, Ike: A Great American, Hallmark, 28 janvier 1972, 72 p. (ISBN 9780875290966, lire en ligne),
- (en-US) Dwight D. Eisenhower, The Eisenhower Diaries, W. W. Norton Company, 1976, rééd. 18 février 1981, 472 p. (ISBN 9780393331806, lire en ligne),

### Traductions francophones
- Dwight Einsenhower, Croisade en Europe, Nouveau Monde Editions, 25 juin 2015, 623 p. (ISBN 9782369422211),

## Vie personnelle

### Famille
Dwight D. Eisenhower épouse le 1er juillet 1916 Mamie Doud. Le couple donne naissance à deux fils : Doud Dwight (1917-1921), surnommé « Icky », qui décède des suites de la scarlatine à l'âge de 3 ans et John (en), (né en 1922 - mort le 21 décembre 2013), officier durant la Seconde Guerre mondiale (il a participé au débarquement de Normandie sous les ordres de son père), puis pendant la guerre de Corée. Devenu ensuite historien militaire et diplomate, il occupa des postes d’ambassadeur, notamment en Belgique,.

### Sports et loisirs
Dwight D. Eisenhower était joueur de golf. Il est entré au Augusta National Golf Club en 1948. Pendant sa présidence, il a fait installer un coin de golf à Camp David. Le président du club d'Augusta, Clifford Roberts, est devenu son conseiller personnel en gestion de fortune et en fiscalité des revenus,,,.
La peinture l'a occupé à partir de son séjour à l'Université de Columbia. En 20 ans, il a réalisé 260 peintures à l'huile, principalement des paysages, mais aussi des portraits tels que ceux de Mamie Doud, de ses petits-enfants, de George Washington ou d'Abraham Lincoln,,.
Doté d'une excellente mémoire, il était très bon dans les jeux de cartes. À West Point, il battait systématiquement ses camarades au poker, mais il a cessé de jouer après son diplôme à cause des conflits avec les camarades qui avaient des dettes vis-à-vis de lui.
Il a appris le bridge à West Point, où il lui est arrivé de jouer presque toutes les nuits pendant 4 mois. Il a continué à jouer au bridge toute sa vie. Aux Philippines, il jouait souvent au bridge avec le président Manuel Quezón. Pendant la 2e guerre mondiale, il privilégiait le recrutement de bridgeurs dans son état-major. Son partenaire favori a été le général Alfred Gruenther, réputé être le meilleur bridgeur de l'armée, dont il avait fait son adjoint au commandement de l'OTAN. Pendant sa présidence, le samedi soir était consacré au bridge. Le champion de bridge Oswald Jacoby,, qui était régulièrement invité à la Maison Blanche, disait qu'il était un excellent joueur, meilleur au bridge qu'au golf. Au bridge, Eisenhower était un partenaire sérieux et très exigeant, ce qui explique que Mamie et leur fils John, pourtant bridgeurs, ne voulaient pas jouer avec lui.

### Kay Summersby
Entre 1942 et 1945, Dwight D. Eisenhower avait comme secrétaire personnelle et comme chauffeur la capitaine britannique Kay Summersby, avec laquelle on lui a prêté une possible liaison amoureuse, sans que cela ait pu être pendant longtemps établi. Mais Kay Summersby, alors qu'elle est atteinte d'un cancer, écrit Past Forgetting: My Love Affair With Dwight D. Eisenhower, qui est publié à titre posthume en 1976 et dans lequel elle reconnaît qu'il y avait eu entre eux une relation amoureuse, sans en donner la nature exacte,,.

## Récompenses et décorations
| Décorations militaires américaines                                                                    |                                                                                    |
| Bronze oak leaf cluster · Bronze oak leaf cluster · Bronze oak leaf cluster · Bronze oak leaf cluster | Army Distinguished Service Medal avec 4 feuilles de chêne                          |
| | Navy Distinguished Service Medal                                                   |
| | Legion of Merit                                                                    |
| U.S. Service Medals                                                                                   |                                                                                    |
| | Mexican Border Service Medal                                                       |
| | World War I Victory Medal                                                          |
| | American Defense Service Medal                                                     |
| Silver star · Bronze star · Bronze star · Bronze star · Bronze star                                   | European-African-Middle Eastern Campaign Medal avec 9 étoiles de campagne          |
| | World War II Victory Medal                                                         |
| | Army of Occupation Medal avec agrafe « Germany »                                   |
| Bronze star                                                                                           | National Defense Service Medal avec 1 étoile de service                            |
| Récompenses internationales et étrangères                                                             |                                                                                    |
| | Ordre du Libérateur San Martín, grand-croix (Argentine)                            |
| | Ordre du Mérite (Autriche) (Autriche)                                              |
| | Ordre de Léopold, grand cordon (Belgique)                                          |
| | Croix de guerre avec palme (Belgique)                                              |
| | Ordre national de la Croix du Sud, grand-croix (Brésil)                            |
| | Ordre du mérite militaire (en), grand-croix (Brésil)                               |
| | Ordre du Mérite aéronautique (Brésil), grand-croix (Brésil)                        |
| | Médaille de guerre (Brésil)                                                        |
| | Médaille de campagne (Brésil)                                                      |
| | Ordre du Mérite, grand-croix (Chili)                                               |
| | Ordre du Nuage et de la Bannière, avec grand cordon spécial (république de Chine)  |
| | Ordre de l'Éléphant, chevalier (Danemark)                                          |
| | Ordre d'Abdón Calderón, première classe (Équateur)                                 |
| | Ordre d'Ismaïl, grand cordon (Égypte)                                              |
| | Ordre de Salomon, chevalier grand-croix avec cordon (Éthiopie)                     |
| | Ordre de la reine de Saba, membre (Éthiopie)                                       |
| | Ordre national de la Légion d'honneur, grand-croix (France)                        |
| | Ordre de la Libération, compagnon par décret du 28 mai 1945 (France)               |
| | Médaille militaire (France)                                                        |
| | Croix de guerre 1939-1945 avec palme (France)                                      |
| | Ordre de Georges Ier, chevalier grand-croix avec épées (Grèce)                     |
| | Ordre du Sauveur, chevalier grand-croix (Grèce)                                    |
| | Croix du mérite militaire, première classe (Guatemala)                             |
| | Ordre national de l'honneur et du mérite, grand-croix avec un insigne d'or (Haïti) |
| | Ordre équestre du Saint-Sépulcre de Jérusalem, chevalier grand-croix (Saint-Siège) |
| | Ordre militaire d'Italie, chevalier grand-croix avec épées (Italie)                |
| | Ordre du Chrysanthème, avec collier (Japon)                                        |
| | Ordre de la Couronne de chêne, grand-croix (Luxembourg)                            |
| | Médaille militaire (Luxembourg)                                                    |
| | Ordre pro merito Melitensi, (ordre souverain de Malte)                             |
| | Ordre de l'Aigle aztèque, avec collier (Mexique)                                   |
| | Médaille du mérite militaire (en) (Mexique)                                        |
| | Médaille du mérite civique (Mexique)                                               |
| | Ordre du Ouissam alaouite, grand-croix (Maroc)                                     |
| | Ordre du Lion néerlandais, chevalier grand-croix (Pays-Bas)                        |
| | Ordre de Saint-Olaf, grand-croix (Norvège)                                         |
| | Ordre de Nishan-e-Pakistan (en), première classe (Pakistan)                        |
| | Ordre de Vasco Núñez de Balboa, grand-croix (Panama)                               |
| | Ordre de Manuel Amador Guerrero, avec grand-collier (Panama)                       |
| | Ordre de Sikatuna, avec grand-collier (Philippines)                                |
| | Légion d'honneur, commandant en chef (Philippines)                                 |
| | Distinguished Service Star (Philippines)                                           |
| | Ordre Polonia Restituta, grand-croix (Pologne)                                     |
| | Ordre militaire de Virtuti Militari, première classe (Pologne)                     |
| | Croix de Grunwald, première classe (Pologne)                                       |
| | Ordre militaire du Lion blanc (en), grand-croix (Tchécoslovaquie)                  |
| | Croix de guerre 1939-1945 (Tchécoslovaquie)                                        |
| | Ordre de la Dynastie Chakri, chevalier (Thaïlande)                                 |
| | Nichan Iftikhar, grand cordon (Tunisie)                                            |
| | Ordre du Bain, chevalier grand-croix (Royaume-Uni)                                 |
| | Ordre du mérite, membre (Royaume-Uni)                                              |
| | Africa Star (Royaume-Uni)                                                          |
| | Ordre de la Victoire, étoile (URSS)                                                |
| | Ordre de Souvorov, première classe (URSS)                                          |
| | Croix de guerre commémorative royale yougoslave (Yougoslavie)                      |

- 1955 : Té d'argent de la National Cartoonists Society (NCS)

## Postérité

### Hommages

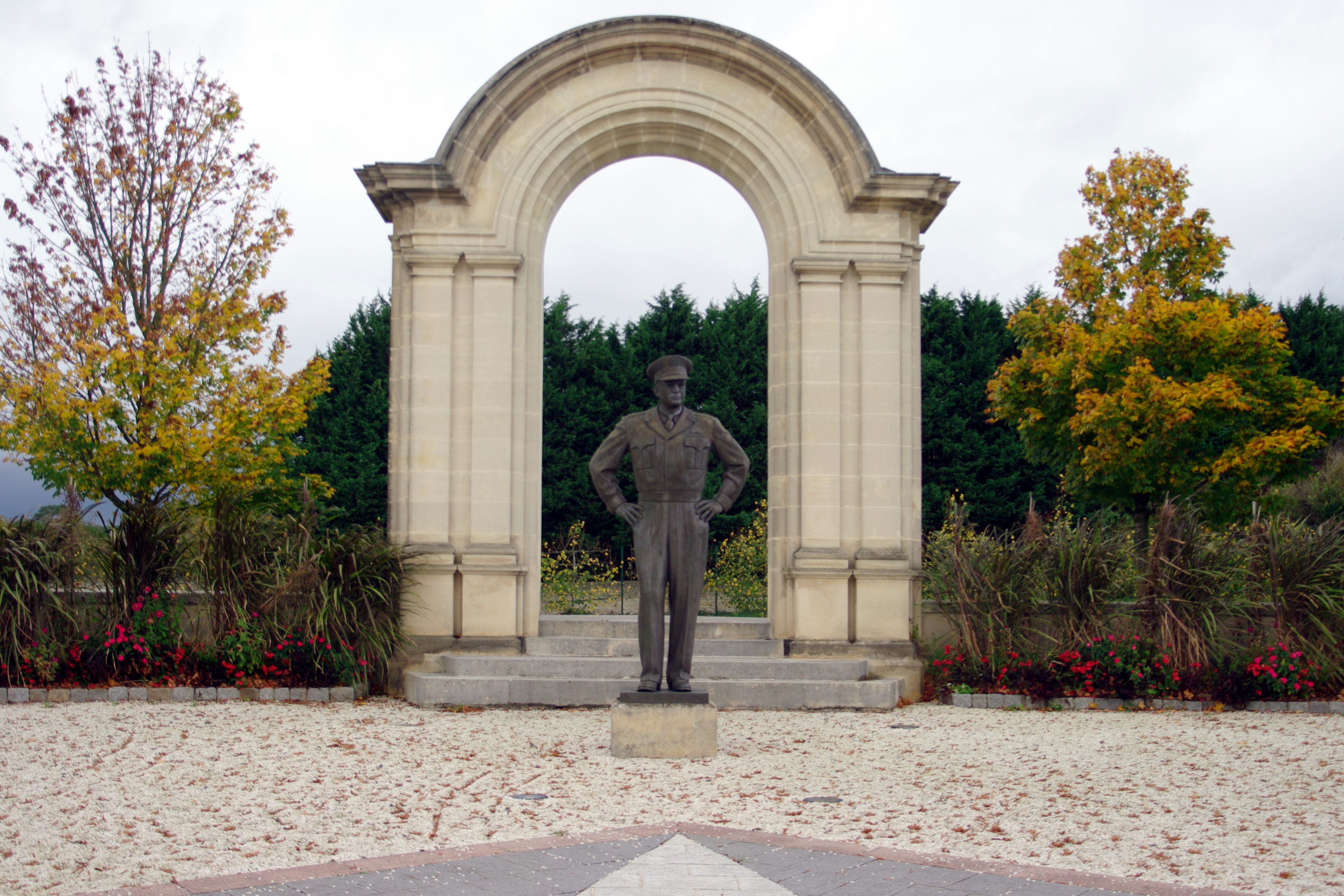
Statue à Bayeux.

- Le mémorial Dwight D. Eisenhower à Washington porte son nom.
- L'autoroute Interstate 290 à Chicago, est surnommée « Dwight D. Eisenhower Expressway ».
- Le porte-avions américain mis en service en 1977, l'USS Dwight D. Eisenhower porte son nom.
- Depuis 1970, l'avenue du Général-Eisenhower dans le 8e arrondissement de Paris porte son nom.
- L'avenue Général Eisenhower à Bruxelles porte son nom.
- Un rond-point « Dwight D. Eisenhower », une statue de lui-même y est érigée en mémoire de l'opération Overlord, à Bayeux.
- Plusieurs villes ont un boulevard qui porte son nom : Bridgeport, Harrisburg, Johnstown et Tournai.
- La Eisenhower Avenue station (en), station du métro de Washington à Alexandria porte son nom.
- Une esplanade située devant le Mémorial à Caen et une autre à Reims porte son nom.

Plus généralement, 55 voies publiques en France portent le nom du général Eisenhower.
- La matrice d'Eisenhower, outil de gestion des tâches et de gestion du temps, porte son nom.

### Dans la fiction

#### Au cinéma
- 1955 : Ce n'est qu'un au revoir de John Ford, joué par Harry Carey Jr.
- 1962 : Le Jour le plus long de Darryl F. Zanuck, joué par Henry Grace (non crédité).
- 2013 : Le Majordome de Lee Daniels, joué par Robin Williams.
- 2017 : Churchill de Jonathan Teplitzky, joué par John Slattery.

#### À la télévision
- 1977 : Tail Gunner Joe, joué par Andrew Duggan.
- 1979 : Ike, joué par Robert Duvall. Feuilleton en six épisodes.
- 2004 : Ike. Opération Overlord (Ike, countdown to D-Day), joué par Tom Selleck.
- 2020 : De Gaulle, l'éclat et le secret, joué par Geoffrey Bateman.
- 2021 : American Horror Story: Death Valley, joué par Neal McDonough.

#### Jeux vidéo
- Depuis le 28 juin 2017, il est l'un des personnages du jeu Les Simpson : Springfield.
- Dans Call of Juarez : Gunslinger, une des deux fins révèle que Dwight, un des personnages écoutant les histoires de Silas Greaves est Eisenhower avant qu'il ne quitte Abilene pour poursuivre ses études.

#### Essais francophones
- Ambrose E. Stephen, Eisenhower, Flammarion, 25 janvier 1994, 612 p. (ISBN 9782080648822),
- Gilles Rahier, Eisenhower et l'État Providence: Un héros de guerre à la Maison-Blanche, 50Minutes.fr, 3 décembre 2014, 36 p. (ISBN 9782806256263),
- Dwight Einsenhower, Croisade en Europe, Nouveau Monde Editions, 25 juin 2015, 623 p. (ISBN 9782369422211),
- François Boulet, You Are a Man ! L'étonnante amitié entre de Gaulle et Eisenhower, Ampelos, 12 octobre 2018, 153 p. (ISBN 978-2-35618-146-6),
- François Boulet, De Gaulle et Eisenhower. Anthologie, Rambouillet, SHARY, 2022, 258 p. [Société Historique et Archéologique de Rambouillet et de l'Yveline, Mémoires et Documents, Hors Série]
- Dominique-Francois Bareth, La décision secrète d'Eisenhower, Edt Quotidien Nuée Bleue, 17 mai 2019, 256 p. (ISBN 9782716508711),
- Hélène Harter, Eisenhower : le chef de guerre devenu président, Paris, Tallandier, 2024, 491 pages.

#### Essais anglophones
- (en-US) Arthur J. Beckhard, The Story of Dwight D. Eisenhower, Grosset & Dunlap, 1956, 204 p. (OCLC 471159, lire en ligne),
- (en-US) Sherman Adams, Firsthand Report: The Story of the Eisenhower Administration, Greenwood Press, 1961, rééd. 1974, 544 p. (ISBN 9780837177366, lire en ligne),
- (en-US) Stephen E. Ambrose, The Supreme Commander: The War Years of General Dwight D. Eisenhower, University Press of Mississippi, juin 1970, rééd. 1 novembre 1999, 772 p. (ISBN 9781578062065, lire en ligne),
- (en-US) Alton R. Lee, Dwight D. Eisenhower: Soldier & Statesman, Nelson-Hall, 1er décembre 1981, 400 p. (ISBN 9780882297866, lire en ligne),
- (en-US) Alan Wykes, The biography of General Dwight D. Eisenhower, Galley Press, 1982, rééd. 1983, 166 p. (ISBN 9780831727253, lire en ligne)
- (en-US) Fred I. Greenstein, The Hidden-Hand Presidency: Eisenhower as Leader, Johns Hopkins University Press, octobre 1982, rééd. 1 mai 1994, 308 p. (ISBN 9780801849015, lire en ligne),
- (en-US) Stephen E. Ambrose, Eisenhower, Volume 1, Simon & Schuster, 1983, 648 p. (ISBN 9780671440695, lire en ligne),
- (en-US) Chester J. Pach Jr. &  Elmo Richardson, The Presidency of Dwight D. Eisenhower, University Press of Kansas, janvier 1986, rééd. 22 avril 1991, 308 p. (ISBN 9780700604371, lire en ligne),
- (en-US) Peter Lars Sandberg, Dwight D. Eisenhower, Chelsea House Publications, octobre 1986, rééd. 1 avril 1987, 118 p. (ISBN 9780877545217, lire en ligne),
- (en-GB) Piers Brendon, Ike: The Life And Times Of Dwight D. Eisenhower, Secker & Warburg, 1986, rééd. 1987, 536 p. (ISBN 9780436068133, lire en ligne),
- (en-US) Stephen G. Rabe, Eisenhower and Latin America: The Foreign Policy of Anticommunism, University of North Carolina Press, 11 avril 1988, 256 p. (ISBN 9780807817612, lire en ligne),
- (en-US) Stephen E. Ambrose, Eisenhower : soldier and president, Simon Schuster, 1991, rééd. 2003, 708 p. (ISBN 9780743468718, lire en ligne),
- (en-US) William B. Pickett, Dwight David Eisenhower and American Power, Harlan Davidson, 1er janvier 1995, 252 p. (ISBN 9780882959184, lire en ligne),
- (en-US) David Snead, The Gaither committee, Eisenhower, and the Cold War, Ohio State University Press, 1997, rééd. 1999, 320 p. (ISBN 9780814208052, lire en ligne),
- (en-US) D. Clayton Brown, Dwight D. Eisenhower, Enslow Publishers, 1er mai 1998, 136 p. (ISBN 9780894909405, lire en ligne),
- (en-US) Samuel Brenner, Dwight D. Eisenhower, Greenhaven Press, 2002, 196 p. (ISBN 9780737711103, lire en ligne),
- (en-US) Lucia Raatma, Dwight D. Eisenhower, Compass Point Books, 1 septembre 2002, rééd. 2003, 72 p. (ISBN 9780756502799, lire en ligne),
- (en-US) Michael J. Birkner, Dwight D. Eisenhower: America's 34th President, Children's Press(CT), 1er mars 2005, 120 p. (ISBN 9780516229690, lire en ligne),
- (en-US) Kasey S. Pipes, Ike's final battle : the road to Little Rock and the challenge of equality, World Ahead Publishing, 2007, rééd. 1 janvier 2010, 384 p. (ISBN 9780977898459, lire en ligne),
- (en-US) David A. Nichols, A Matter of Justice: Eisenhower and the Beginning of the Civil Rights Revolution, Simon & Schuster, 4 septembre 2007, 384 p. (ISBN 9781416541509, lire en ligne),
- (en-US) Tamara L. Britton, Dwight D. Eisenhower, Abdo Publishing Company, 1er janvier 2009, 48 p. (ISBN 9781604534498, lire en ligne),
- (en-US) Wil Mara, Dwight Eisenhower, Cavendish Square Publishing, 1 septembre 2010, rééd. 2011, 120 p. (ISBN 9780761448129, lire en ligne),
- (en-US) David A. Nichols, Eisenhower 1956: The President's Year of Crisis--Suez and the Brink of War, Simon Schuster, 8 mars 2011, 384 p. (ISBN 9781439139332, lire en ligne),
- (en-US) Louis Galambos, Eisenhower : Becoming the Leader of the Free World, Johns Hopkins University Press, 2018, 280 p. (ISBN 978-1-4214-2504-7, lire en ligne)